# غوغان (إيران)
غوغان (بالفارسية: گوگان) هي مدينة تقع في إيران في Gugan District. يقدر عدد سكانها بـ 10,949 نسمة .